# Más respeto que soy tu madre (película)
Más respeto que soy tu madre es una película de comedia argentina de 2022 basada en la novela homónima de Hernán Casciari y dirigida por Marcos Carnevale. Narra la historia de una típica familia argentina que hace todo lo posible para enfrentar la crisis económica de los años noventa. Está protagonizada por Florencia Peña, Diego Peretti, Guillermo Arengo, Ángela Torres, Agustín Battioni y Bruno Giganti. La película fue estrenada el 8 de septiembre de 2022 en las salas de cines de Argentina bajo la distribución de Star Distribution.

## Sinopsis
La película está ambientada en los últimos días del año 1999 en la ciudad de Mercedes (Buenos Aires), donde la familia Bertotti, que tiene a Mirta como la jefa de la casa, quien junto a su esposo y sus tres hijos intentarán evitar caer en la clase baja, debido a la crisis económica y social de la Argentina; y a su vez deberán lidiar con su abuelo que está internado por sus problemas con las drogas.

## Reparto
- Florencia Peña como Mirta González de Bertotti
- Diego Peretti como Américo Bertotti
- Guillermo Arengo como Zacarías Bertotti
- Ángela Torres como Sofía Bertotti
- Agustín Battioni como «Caio» Bertotti
- Bruno Giganti como Nacho Bertotti
- Silvina Quintanilla como Aurora
- Tomás Wicz como «Manija»
- Luis Longhi como Ottolini
- Daniel Campomenosi como «El Negro»
- Loren Acuña como Lorena
- Daniel Toppino como Carnecruda

## Recepción

### Comentarios de la crítica
La película recibió críticas mixtas por parte de los expertos, quienes alegaron que la misma recurre a elementos de comedia similares a Esperando la carroza (1985). Ezequiel Boetti del diario Página 12 calificó a la película con un 7, diciendo «Más respeto que soy tu madre se las arregla para salir adelante [...], creyendo en el potencial cómico de la viejas y queridas puteadas». Por su parte, Leonardo D'Espósito del diario Perfil valoró la interpretación de Peña, describiendo que posee buenos dotes de comedia para su personaje, al cual también lo llena de ternura y resumió su trabajo como una actuación lograda.
En una reseña para el sitio web Otros cines, Diego Batlle escribió «el resultado es un producto tosco, burdo, donde abunda el subrayado y la exageración es la norma. [...] Con interpretaciones siempre altisonantes, un festival de muecas y diálogos gritados. Rodado a toda velocidad, sin cuidar demasiado las formas, dando vía libre a los actores para que desaten un histrionismo que por momentos los deja expuestos al ridículo». Por otro lado, Jesús Rubio del diario La Voz del Interior cuestionó la poca calidad cinematográfica de la cinta, pero destacó las actuaciones de Peña y Peretti, describiéndolas como «desopilantes y efectivas».